# Il mondo di Elmo
Il mondo di Elmo (Elmo's World in originale) è una parte del programma televisivo per bambini Sesamo apriti, con protagonista un piccolo mostriciattolo peloso e rosso di tre anni e mezzo di nome Elmo. Ha debuttato nel 1998 durante la 30ª stagione del programma e solitamente viene trasmesso negli ultimi minuti di programmazione.
Internazionalmente, è stato spesso distribuito separatamente a Sesamo apriti. In Italia è stato trasmesso su Rai 2 nel 2004, RaiSat Ragazzi e RaiSat Yoyo nel novembre 2006.

## Personaggi
- Elmo: protagonista del programma. Doppiato in originale da Kevin Clash e in italiano da Davide Garbolino.[3]
- Dorothy: un pesce rosso che vive in una boccia di vetro a cui Elmo si rivolge come se potesse rispondergli.
- Mister Noodle: un attore, precisamente un mimo, che dovrebbe dimostrare come fare qualcosa legato al tema della puntata ma che in realtà si dimostra un incapace. È interpretato da Bill Irwin.
- Il fratello di Mister Noodle (Mister Noodle) e la sorella di Mister Noodle (Miss Noodle): entrambi incapaci come il primo. Mr. Noodle è interpretato da Michael Jeter mentre Miss Noodle è interpretata da Kristin Chenoweth.
- I bambini: nei filmati dal vero interagiscono con Elmo oppure dimostrano le proprie attività e i loro giochi.

## Format
Ogni puntata si svolge all'interno di un ambiente creato in computer grafica con l'aspetto di un disegno fatto con i colori a cera che rappresenta un mondo immaginario inventato da Elmo. Ogni episodio ha un format sempre identico, ovvero:
- Indovinare a che cosa Elmo sta pensando: all'inizio dell'episodio, Elmo introduce l'argomento a cui segue un montaggio live-action riguardante lo stesso (i cani, le torte, i pompieri, ecc.).
- Dorothy ha una domanda: Dorothy "pone una domanda", mentre la sua boccia è decorata in tema con l'argomento della puntata.
- La famiglia Noodle: uno dei membri della famiglia Noodle cerca di dare una risposta alla domanda di Dorothy, fallendo sempre. Questo segmento ha uno scopo comico.
- Elmo chiede a dei bambini di "rispondere" alla domanda di Dorothy.
- Elmo ha una domanda: Elmo ha una domanda da fare agli spettatori, spesso contando animali od oggetti creati in CGI.
- Home Video/E-Mail: durante i primi episodi, Elmo filma un video amatoriale con l'aiuto di altri personaggi di Sesame Street. In seguito questo segmento viene sostituito da un video via e-mail in cui gli altri personaggi di Sesame Street dimostrano qualcosa in base al tema principale.
- Quiz: Elmo pone domande diverse sul tema principale, spesso con risposte a scelta multipla, e delle voci fuori campo dei bambini forniscono la risposta. La scena di solito inizia con Elmo che non riesce ad aprire il suo cassetto animato fino a quando questo non si apre colpendo e spingendo Elmo via; almeno un personaggio di Sesame Street appare in questo segmento.
- Film inserto: un segmento dove in genere un bambino o una bambina fanno vedere la loro esperienza sul tema principale.
- TV: un segmento che raffigura un personaggio animato (il quale è sempre lo stesso soggetto corpulento femminile) che spiega un argomento inerente al tema principale.
- Intervista ad un esperto: per saperne di più sull'argomento, Elmo intervista uno o più esperti, spesso un oggetto inanimato legato al tema (ad esempio, se un nella puntata si parla dei libri, l'esperto sarà un libro).
- Mentre Elmo parla con l'esperto, Dorothy immagina Elmo che svolge un lavoro, un'attività o diventa un animale in base al tema principale.
- Canzone di chiusura: alla fine dell'episodio, Elmo e i suoi ospiti cantano "La canzone di (tema della puntata)..." sulle note di Jingle Bells.

## Episodi
Stagione 30
| nº | nº | Titolo originale | Titolo italiano    | Prima TV USA     | Prima TV Italia |
| -- | -- | ---------------- | ------------------ | ---------------- | --------------- |
| 1  | 1  | Balls            | Palle              | 16 novembre 1998 | 28 aprile 2004  |
| 2  | 2  | Shoes            | Scarpe             | 23 novembre 1998 | 29 aprile 2004  |
| 3  | 3  | Hats             | Cappelli           | 30 novembre 1998 | 30 aprile 2004  |
| 4  | 4  | Dancing          | Danza              | 28 dicembre 1998 | 3 maggio 2004   |
| 5  | 5  | Jackets          | Giacche            | 4 gennaio 1999   | 4 maggio 2004   |
| 6  | 6  | Food             | Cibo               | 8 febbraio 1999  | 5 maggio 2004   |
| 7  | 7  | Books            | Libri              | 9 febbraio 1999  | 6 maggio 2004   |
| 8  | 8  | Music            | Musica             | 18 febbraio 1999 | 7 maggio 2004   |
| 9  | 9  | Water            | Acqua              | 22 marzo 1999    | 10 maggio 2004  |
| 10 | 10 | Transportation   | Mezzi di trasporto | 2 aprile 1999    | 11 maggio 2004  |

Stagione 31
| nº | nº | Titolo originale        | Titolo italiano        | Prima TV USA     | Prima TV Italia |
| -- | -- | ----------------------- | ---------------------- | ---------------- | --------------- |
| 1  | 11 | Singing                 | Canto                  | 3 gennaio 2000   | 12 maggio 2004  |
| 2  | 12 | Dogs                    | Cani                   | 4 gennaio 2000   | 13 maggio 2004  |
| 3  | 13 | Exercise                | Esercizio              | 5 gennaio 2000   | 14 maggio 2004  |
| 4  | 14 | Babies                  | Bambini                | 6 gennaio 2000   | 17 maggio 2004  |
| 5  | 15 | Bananas                 | Banane                 | 12 gennaio 2000  | 18 maggio 2004  |
| 6  | 16 | Drawing                 | Disegno                | 13 gennaio 2000  | 19 maggio 2004  |
| 7  | 17 | Telephones              | Telefoni               | 28 gennaio 2000  | 20 maggio 2004  |
| 8  | 18 | Farms                   | Fattorie               | 10 febbraio 2000 | 21 maggio 2004  |
| 9  | 19 | Hair                    | Capelli                | 7 aprile 2000    | 24 maggio 2004  |
| 10 | 20 | Flowers, plants & trees | Fiori, piante e alberi | 14 aprile 2000   | 25 maggio 2004  |

Stagione 32
| nº | nº | Titolo originale | Titolo italiano   | Prima TV USA    | Prima TV Italia |
| -- | -- | ---------------- | ----------------- | --------------- | --------------- |
| 1  | 21 | Computers        | Computer          | 1 gennaio 2001  | 27 aprile 2005  |
| 2  | 22 | Bugs             | Insetti           | 2 gennaio 2001  | 28 aprile 2005  |
| 3  | 23 | Pets             | Animali domestici | 3 gennaio 2001  | 29 aprile 2005  |
| 4  | 24 | Teeth            | Denti             | 4 gennaio 2001  | 2 maggio 2005   |
| 5  | 25 | Hands            | Mani              | 12 gennaio 2001 | 3 maggio 2005   |
| 6  | 26 | Birthdays        | Compleanni        | 2 febbraio 2001 | 4 maggio 2005   |
| 7  | 27 | Birds            | Uccelli           | 9 febbraio 2001 | 5 maggio 2005   |
| 8  | 28 | Games            | Giochi            | 13 marzo 2001   | 6 maggio 2005   |
| 9  | 29 | Bicycles         | Biciclette        | 15 marzo 2001   | 9 maggio 2005   |
| 10 | 30 | Families         | Famiglie          | 23 marzo 2001   | 10 maggio 2005  |

Stagione 33
| nº | nº | Titolo originale | Titolo italiano | Prima TV USA    | Prima TV Italia |
| -- | -- | ---------------- | --------------- | --------------- | --------------- |
| 1  | 32 | Fish             | Pesci           | 4 febbraio 2002 | 11 maggio 2005  |
| 2  | 33 | Sky              | Cielo           | 5 febbraio 2002 | 12 maggio 2005  |
| 3  | 34 | Sleep            | Dormire         | 6 febbraio 2002 | 13 maggio 2005  |
| 4  | 35 | Weather          | Tempo           | 7 febbraio 2002 | 16 maggio 2005  |
| 5  | 36 | Getting Dressed  | Vestirsi        | 15 marzo 2002   | 17 maggio 2005  |

Stagione 34
| nº | nº | Titolo originale | Titolo italiano  | Prima TV USA   | Prima TV Italia |
| -- | -- | ---------------- | ---------------- | -------------- | --------------- |
| 1  | 38 | Mail             | Posta            | 7 aprile 2003  | 26 aprile 2006  |
| 2  | 39 | Ears             | Orecchie         | 8 aprile 2003  | 27 aprile 2006  |
| 3  | 40 | Firefighters     | Pompieri         | 15 aprile 2003 | 28 aprile 2006  |
| 4  | 41 | Wild Animals     | Animali selvaggi | 16 aprile 2003 | 1⁰ maggio 2006  |
| 5  | 42 | Open and Close   | Aperto e chiuso  | 21 aprile 2003 | 2 maggio 2006   |
| 6  | 43 | Feet             | Piedi            | 30 aprile 2003 | 3 maggio 2006   |

Stagione 35
| nº | nº | Titolo originale | Titolo italiano      | Prima TV USA   | Prima TV Italia |
| -- | -- | ---------------- | -------------------- | -------------- | --------------- |
| 1  | 45 | Bath Time        | Bagno                | 6 aprile 2004  | 4 maggio 2006   |
| 2  | 46 | Bells            | Campane e campanelli | 3 maggio 2004  | 5 maggio 2006   |
| 3  | 47 | Up and Down      | Su e giù             | 6 maggio 2004  | 8 maggio 2006   |
| 4  | 48 | Dinosaurs        | Dinosauri            | 10 maggio 2004 | 9 maggio 2006   |

Stagione 36
| nº | nº | Titolo originale | Titolo italiano       | Prima TV USA     | Prima TV Italia |
| -- | -- | ---------------- | --------------------- | ---------------- | --------------- |
| 1  | 49 | School           | Scuola                | 5 settembre 2005 | 10 maggio 2006  |
| 2  | 50 | Cats             | Gatti                 | 7 settembre 2005 | 11 maggio 2006  |
| 3  | 51 | Skin             | Pelle                 | 8 settembre 2005 | 12 maggio 2006  |
| 4  | 52 | Jumping          | Saltare               | 20 giugno 2005   | 15 maggio 2006  |
| 5  | 53 | Cameras          | Macchine fotografiche | 30 dicembre 2005 | 16 maggio 2006  |

Stagione 37
| nº | nº | Titolo originale | Titolo italiano     | Prima TV USA      | Prima TV Italia |
| -- | -- | ---------------- | ------------------- | ----------------- | --------------- |
| 1  | 54 | Friends          | Amici               | 14 agosto 2006    | 2 maggio 2007   |
| 2  | 55 | Penguins         | Pinguini            | 22 agosto 2006    | 3 maggio 2007   |
| 3  | 56 | Doctors          | Medici              | 28 agosto 2006    | 4 maggio 2007   |
| 4  | 57 | Building Things  | Costruire oggetti   | 6 settembre 2006  | 7 maggio 2007   |
| 5  | 58 | Horses           | Cavalli             | 14 settembre 2006 | 8 maggio 2007   |
| 6  | 59 | Fast and Slow    | Velocità e lentezza | 6 novembre 2006   | 9 maggio 2007   |

Stagione 38
| nº | nº | Titolo originale | Titolo italiano     | Prima TV USA    | Prima TV Italia |
| -- | -- | ---------------- | ------------------- | --------------- | --------------- |
| 1  | 60 | The Beach        | La spiaggia         | 13 agosto 2007  | 30 aprile 2008  |
| 2  | 61 | Mouths           | Bocca               | 14 agosto 2007  | 1⁰ maggio 2008  |
| 3  | 62 | Violins          | Violini             | 21 agosto 2007  | 2 maggio 2008   |
| 4  | 63 | Noses            | Nasi                | 29 agosto 2007  | 5 maggio 2008   |
| 5  | 64 | Helping          | Aiutare il prossimo | 16 ottobre 2007 | 6 maggio 2008   |

Stagione 39
| nº | nº | Titolo originale | Titolo italiano    | Prima TV USA    | Prima TV Italia |
| -- | -- | ---------------- | ------------------ | --------------- | --------------- |
| 1  | 65 | Drums            | Batterie e Tamburi | 11 agosto 2008  | 29 aprile 2009  |
| 2  | 66 | Eyes             | Occhi              | 22 ottobre 2008 | 30 aprile 2009  |

Stagione 40
| nº | nº | Titolo originale | Titolo italiano | Prima TV USA     | Prima TV Italia |
| -- | -- | ---------------- | --------------- | ---------------- | --------------- |
| 1  | 67 | Frogs            | Rane            | 10 novembre 2009 | 18 luglio 2010  |

Speciali
| nº | nº | Titolo originale      | Titolo italiano | Prima TV USA      | Prima TV Italia |
| -- | -- | --------------------- | --------------- | ----------------- | --------------- |
| 1  | 31 | Wild Wild West!       |                 | 6 novembre 2001   | inedito         |
| 2  | 37 | Happy Holidays!       |                 | 24 settembre 2002 | inedito         |
| 3  | 44 | The Street We Live On |                 | 4 aprile 2004     | inedito         |

## Elmo - The Musical
Elmo - The Musical è un segmento di Sesamo apriti che iniziò ad essere trasmesso durante la 43ª stagione della serie nel 2012 per sostituire Il mondo di Elmo (di cui ormai non venivano più prodotte nuove puntate). In questo programma, Elmo vive avventure sempre immaginate da lui a mo' di spettacolo teatrale. Elmo - The Musical è  inedito in Italia.